# Línea C-1 (Cercanías Valencia)
La línea C-1 de Cercanías Valencia recorre 63 km a lo largo de la provincia de Valencia (Comunidad Valenciana, España) entre Valencia-Norte y Gandía o el Grao de Gandía. Da servicio a los municipios de Valencia, Alfafar, Benetúser, Masanasa, Catarroja, Silla, Sollana, Sueca, Cullera, Tabernes de la Valldigna, Jaraco y Gandía.

## Recorrido
Partiendo de la estación del Norte de Valencia, la línea se dirige al sur en el haz común de líneas que salen de la misma hasta que se encamina por la línea La Encina-Valencia del Corredor Mediterráneo. En este tramo, común con la línea C-2, atraviesa la Huerta Sur con estaciones en Benetúser (cerca de la división entre este y Alfafar), Masanasa, Catarroja y Silla.
Pasada esta última, toma la línea ferroviaria Silla-Gandía separándose de la línea C-2 y sigue su recorrido hacia el sureste cerca de la costa. El primer término municipal antes de adentrarse en su travesía de La Albufera es Sollana, con una estación en la pedanía de El Romaní y una estación junto al casco urbano del municipio. Posteriormente tiene una travesía de 6 km por el parque natural de la Albufera hasta que llega a Sueca, donde tiene la siguiente estación.
El siguiente municipio atravesado por la línea con estación es Cullera, donde la estación se encuentra junto a la N-332, al oeste del casco urbano. A partir de aquí la línea pasa de vía doble a vía única, y se sitúa paralela a la línea de costa. La siguiente estación está entre el casco urbano y la playa de Tabernes de la Valldigna.
La línea continúa su recorrido y se adentra en el casco urbano de Jaraco, donde tiene la siguiente estación en un tramo de túnel. Pasado este municipio entra en el término municipal de Gandía.
A partir del cruce del río San Nicolás, en el casco urbano de Gandía, la línea se divide en dos. Por una parte continúa la línea principal hacia el centro urbano de Gandía bajo tierra, donde termina en la estación central intermodal del municipio. Por otra parte, un ramal de vía única usado para traer mercancías desde el puerto es usado por algunos trenes para llegar a la nueva estación situada en el centro del Grao de Gandía y entre las Playas de Gandía y Daimuz, donde acaba la línea igualmente.

## Historia
La parte de la línea La Encina-Valencia por la que discurre la línea C-1, se abrió al público en 1852.
Por su parte, los orígenes de la línea Silla-Gandía son de vía métrica, comunicando Cullera con Silla en 1878; a su vez, Gandía estaba comunicada con Carcagente con un tranvía de mulas desde 1864 (en 1881 se convirtió en una línea de vía métrica comunicándola con Denia, y con Alcoy desde 1893, también en vía métrica, construida con capital inglés). Entre 1968 y 1972, coincidiendo con el cierre de la línea de vía métrica Carcagente - Gandía en 1969 (cierre que también la incomunicó ese año con Alcoy, al cerrar su línea), se prolongó la vía entre Cullera y Gandía (previamente se reconvirtió la línea Silla-Cullera a ancho ibérico en 1933), permitiendo el enlace directo con Valencia sin transbordo desde 1972; finalmente se duplicó la vía en el tramo Silla-Cullera y electrificando la línea en su totalidad en 1994. Al mismo tiempo se soterró la línea a su paso por los cascos urbanos de Jaraco y Gandía, haciendo en este último una estación subterránea que funciona en la actualidad.
De esta manera, en 1992 se incorporó a la red de Cercanías Valencia la línea C-1 con el recorrido y estaciones actuales.

### Gota fría de 2024
Desde el 30 de octubre hasta el 12 de noviembre de 2024, a consecuencia de las graves inundaciones acontecidas en la provincia de Valencia, el servicio en esta línea fue suspendido.
El tramo Silla-Gandía reabrió el 13 de noviembre de 2024.
El tramo Valencia-Norte-Catarroja reabrió el 10 de diciembre de 2024.
El resto de la línea continuó siendo rehabilitada, siendo reabierta y puesta en servicio en su totalidad el 16 de diciembre de 2024.

## Ampliaciones
Está prevista la construcción de un túnel pasante a través de la ciudad de Valencia que permita a la línea C-1, así como al resto, acceder a través del norte de la ciudad a la estación central que sustituirá a la actual terminal de Valencia-Estación del Norte con nuevas paradas como València-Estació d'Aragó o València--Universitats. También se alcanzó un acuerdo entre la Generalidad Valenciana y el Ministerio de Fomento en julio de 2009, el acuerdo consiste en extender la línea a las poblaciones de Oliva, Ondara y Denia creando en esta última correspondencia con las líneas de FGV en Alicante.
Se ha reclamado la construcción de una nueva estación en Valencia, a la altura del Bulevar Sur, para dar servicio al Hospital Universitario y Politécnico de La Fe y a los cercanos barrios de nueva creación.

## Servicios y frecuencias
Debido a las obras de renovación integral que se está llevando a cabo en el tramo Silla-Cullera, las frecuencias han sido alteradas, eliminando las horas punta, estableciéndose la frecuencia global en 30' de lunes a viernes y de 60' los fines de semana y festivos. Los trenes a Platja i Grau de Gandia han sido sustituidos por buses entre semana, habiendo dos servicios fines de semana y festivos (con salida de Valencia Nord a las 8:10 y 18:10, y con salida de Platja i Grau de Gandia a las 9:25 y 19:25)

## CIVIS
Desde los años 90 hasta el 2022, los trenes CIVIS que circulaban por la línea C-1 en ambos sentidos solo efectúaban parada en las estaciones de  Sueca, Cullera, Tabernes y Jaraco además de sus cabeceras, Gandía y Valencia. En la actualidad, este servicio no existe.